# Sinfonia in do (Bizet)
La Sinfonia in Do è uno dei primi lavori del compositore francese Georges Bizet. Secondo il Grove's Dictionary, la sinfonia "rivela un talento straordinariamente compiuto per uno studente di 17 anni, nell'invenzione melodica, nella gestione tematica e nell'orchestrazione". Bizet iniziò a lavorare alla sinfonia il 29 ottobre 1855, quattro giorni dopo aver compiuto 17 anni, e la terminò circa un mese dopo. Fu scritta mentre studiava al Conservatorio di Parigi sotto il compositore Charles Gounod, ed era evidentemente un incarico studentesco. Bizet non mostrò alcun interesse apparente a farlo eseguire o pubblicare e il pezzo non fu mai suonato nel corso della sua vita. Usò tuttavia alcuni materiali della sinfonia in opere successive. Non si fa menzione dell'opera nelle lettere di Bizet ed era sconosciuta ai suoi primi biografi. La sua vedova, Geneviève Halévy (1849-1926), consegnò il manoscritto a Reynaldo Hahn, che lo passò insieme ad altre carte agli archivi della biblioteca del conservatorio, dove fu trovato nel 1933 da Jean Chantavoine. Poco dopo, il primo biografo britannico di Bizet, Douglas Charles Parker (1885-1970) mostrò il manoscritto al direttore Felix Weingartner, che diresse la prima rappresentazione a Basilea, in Svizzera, il 26 febbraio 1935.
La sinfonia fu subito salutata come un capolavoro giovanile alla pari dell'ouverture di Felix Mendelssohn al Sogno di una notte di mezza estate, scritta all'incirca alla stessa età, e divenne rapidamente parte del repertorio classico Romantico. Fu registrata per la prima volta nel 1937, dalla London Philharmonic Orchestra diretta da Walter Goehr.

## Forma
Scritto per un'orchestra standard (senza tromboni), il lavoro segue da vicino la forma sinfonica classica in quattro movimenti. Il primo e l'ultimo movimento sono in forma sonata.
1. Allegro vivo
2. Andante. Adagio
3. Allegro vivace
4. Finale. Allegro vivace

## Storia
Si ritiene che la sinfonia sia stata un incarico studentesco, scritta verso la fine dei nove anni di studio di Bizet al Conservatorio di Parigi. Al Conservatorio Bizet era sempre più sotto l'influenza di Charles Gounod, le cui opere della prima metà degli anni '50, tra cui Sapho (1851), Ulysse (1852) e la Sinfonia n. 1 in re maggiore (1855), avevano un forte impatto sul giovane compositore. Come scriverà più tardi Bizet di questo periodo: "Quindici anni fa [cioè 1855/56], quando dicevo "Sapho e i cori di Ulysse sono capolavori", la gente mi rideva in faccia. Avevo ragione" Nel 1855, con Gounod, suo principale mentore, Bizet scrisse le sue prime tre composizioni importanti: l'opera La maison du docteur, un'ouverture e la Sinfonia in do. Un anno prima che Bizet iniziasse a comporre la Sinfonia, Gounod aveva scritto la sua prima Sinfonia (in Re), composta alla fine del 1854 sulla scia di una tiepida accoglienza della sua opera La nonne sanglante. La Sinfonia in re di Gounod si rivelò un'opera popolare, ricevendo almeno otto rappresentazioni nella sola Parigi nell'arco di un anno. Bizet fu successivamente impegnato a scrivere una trascrizione dell'opera per due pianoforti, una delle numerose commissioni per trascrivere l'opera di Gounod che Bizet accettò per guadagnare un reddito extra. Questa vicinanza al lavoro del suo mentore emerge nella stretta somiglianza stilistica della sinfonia di Bizet con quella di Gounod; potrebbe anche spiegare perché Bizet scelse di non pubblicare la sua sinfonia.

## Somiglianze con la Sinfonia in re maggiore di Gounod

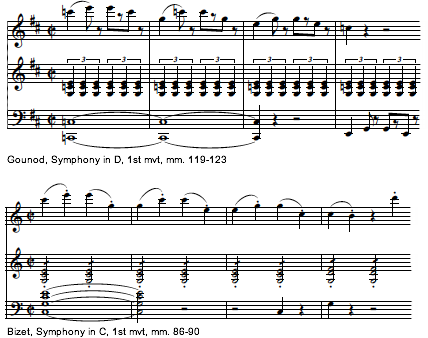
Un esempio di citazione di Gounod da parte di Bizet

Le numerose somiglianze stilistiche, orchestrali, melodiche e armoniche tra le sinfonie di Gounod e Bizet rendono chiaro che Bizet stava emulando e, in alcuni casi, citando direttamente il suo maestro. Come osservò Howard Shanet, che fece rivivere la sinfonia di Gounod con la Columbia University Orchestra nel 1955, "il primo sguardo alla partitura [di Gounod] ... rese chiaro che il giovane Bizet aveva copiato tutte le sue caratteristiche più evidenti nella sua Sinfonia in do." Ci sono, infatti, così tanti riferimenti, parodie e citazioni di Gounod nell'opera di Bizet che è probabile che il giovane compositore rendesse consapevolmente omaggio al suo celebre maestro. Il suo stretto legame con la partitura orchestrale di Gounod nella realizzazione della trascrizione su due pianoforti avrebbe dato a Bizet l'opportunità di esplorare molte delle sue sfumature orchestrali e incorporarle nel suo lavoro e potrebbe spiegare perché la prima opera sinfonica a tutti gli effetti di Bizet era così insolitamente buona, composizione lucida e ben orchestrata. Come scriverà in seguito Bizet al suo ex insegnante "Voi siete stato l'inizio della mia vita di artista. Provengo da voi. Voi siete la causa, io sono la conseguenza." Questo sentimento permea lo spirito compositivo della Sinfonia in do.

## Movimenti
Tutti e quattro i movimenti della sinfonia di Bizet utilizzano tecniche trovate nel precedente pezzo di Gounod. I due movimenti interni sono sorprendentemente simili per forma, ritmo e forma melodica.

### Primo movimento
Come Gounod, Bizet regge il movimento di apertura con un accordo ''tutti'' di apertura e una codetta di chiusura che sono essenzialmente in forma parodica. In due passaggi, alle battute 86ff e 141ff, Bizet cita direttamente da Gounod, battuta 119ff e mm. 331ff. (Vedi illustrazione.)

### Secondo movimento
Bizet attinge molto da vicino dall'Allegretto moderato di Gounod nella Sinfonia in re. Come Gounod, Bizet ha composto una piccola fuga come sezione di sviluppo, utilizzando una partitura identica nell'ordine di entrata. Entrambi iniziano sotto voce con articolazione staccato e condividono una forma di frase molto simile. E in entrambe le opere il primo tema è riportato nella ricapitolazione di passaggi di archi che richiamano lo sviluppo fugale.

### Terzo movimento
Sebbene abbastanza diverso nel tempo e nel carattere, lo scherzo di Bizet fa diversi riferimenti allo scherzo di Gounod nella sezione trio. Entrambi sono varianti del tema di apertura ed entrambi sono suonati dai legni su un pedale degli archi.

### Movimento finale
Al di là di una generale simpatia tematica tra i due finali, Bizet imita direttamente la frase di chiusura di Gounod nel suo lavoro, attingendo alla stessa forma ritmica e architettura per creare una coda in miniatura.
Infine l'orchestrazione per entrambe le opere è identica: un'orchestra classica più piccola (omettendo, ad esempio, ottavino, arpa o tromboni).
Sebbene la sinfonia di Bizet si ispirasse molto al lavoro di Gounod, i critici la vedono come una composizione molto superiore, che mostra una comprensione precoce e sofisticata del linguaggio e del design armonico, nonché dell'originalità e dell'ispirazione melodica. Da quando è riemersa, la Sinfonia in Do di Bizet ha di gran lunga superato il lavoro di Gounod nel repertorio, sia in termini di esecuzione che di numero di registrazioni.

## Soppressione
Il fatto che la Sinfonia non sia mai stata nemmeno menzionata nella vasta corrispondenza di Bizet, per non parlare di quella pubblicata durante la sua vita, ha dato luogo a speculazioni sui motivi del compositore nel sopprimere il lavoro. Secondo una corrispondenza del 1938 dell'editore di Bizet:
((firmato) Chevrier-Choudens)
Questa spiegazione, tuttavia, fu respinta da Shanet, che invece sostenne che Bizet era preoccupato che il suo stesso lavoro fosse troppo simile a quello di Gounod:
Dato che non esistono prove in un senso o nell'altro, le motivazioni di Bizet devono rimanere congetturali. Tuttavia il genere sinfonico non era popolare per i compositori francesi nella seconda metà del XIX secolo, che invece concentrarono la maggior parte dei loro sforzi in gran parte sulla musica teatrale e operistica. Lo stesso Gounod osservò "C'è solo un modo per un compositore che desidera farsi un vero nome: il palcoscenico operistico". Questo pregiudizio contro la scrittura sinfonica formale era anche radicato nella cultura del Conservatorio di Parigi, che considerava la sinfonia (come nel caso di Bizet) un mero esercizio studentesco sul percorso verso le candidature per il Prix de Rome, il premio più alto che un giovane compositore francese avrebbe potuto raggiungere. Come osservò il noto musicologo Julien Tiersot nel 1903:
Invece, come notò lo stesso Tiersot, gli sforzi sinfonici francesi gravitarono verso la suite sinfonica, di cui la Sinfonia Roma di Bizet fu un esempio pionieristico. Infatti, dove la sua Sinfonia giovanile era stata scritta in meno di un mese, la Sinfonia Roma occupò Bizet per anni e alla sua morte era rimasto insoddisfatto del lavoro. A differenza della Sinfonia in do, Bizet cercò di infondere alla sua Sinfonia Roma più gravità e peso tematico. Delle due opere, è la composizione studentesca di Bizet che ha raccolto molti più elogi dai critici.
Potrebbe anche essere stato, come accennato dalla corrispondenza del 1938 di Chevrier-Choudens, che Bizet intendesse sfruttare il materiale dei suoi sforzi da studente per quelle che vedeva come composizioni più serie (comprese, forse, due sinfonie non terminate, scritte mentre era a Roma). Il tema melodico del movimento lento riappare in Les pêcheurs de perles come introduzione all'aria di Nadir "De mon amie". E Bizet riciclò la stessa melodia nel trio del Minuetto de L'Arlésienne. In entrambi i casi Bizet mantenne la sua partitura originale per l'oboe. Come notato da Chevrier-Choudens, Bizet utilizzò anche il secondo tema del finale nell'atto I di Don Procopio. Infine, dato che aveva solo 36 anni quando morì, è del tutto possibile che se fosse vissuto, Bizet avrebbe potuto decidere in seguito di pubblicare l'opera. In ogni caso, l'opera rimase inedita, inedita e sconosciuta alla morte di Bizet, passando in possesso della sua vedova, Geneviève Halévy.

## Riscoperta e popolarità postuma
Sebbene il primo biografo di Bizet, Douglas Charles Parker, sia ampiamente accreditato di aver portato la sinfonia all'attenzione del pubblico, fu il musicologo francese Jean Chantavoine a rivelare per primo l'esistenza dell'opera, in un articolo pubblicato sul periodico Le Ménestrel nel 1933. Parker, informato della sua esistenza, ne mise a parte il direttore d'orchestra austriaco Felix Weingartner, che tenne la prima di grande successo a Basilea nel 1935. L'opera fu pubblicata lo stesso anno dalla Universal-Edition.
In breve tempo dalla sua pubblicazione, il lavoro fu ampiamente eseguito. Il musicologo John W. Klein, che assistette alla sua prima londinese, trovò il lavoro "incantevole" e "affascinante", una visione che fu generalmente ripresa da allora. Sebbene sia un lavoro assegnatoli da studente, molti musicologi trovano che la sinfonia mostri una comprensione precoce del linguaggio e del progetto armonico, una raffinatezza che ha invitato i confronti con Haydn, Mozart, Mendelssohn, Schumann, Rossini e Beethoven.
Fu registrato per la prima volta il 26 novembre 1937, dalla London Philharmonic Orchestra diretta da Walter Goehr.

## Adattamenti
George Balanchine ha creato un balletto sulla musica, che in origine chiamò Le Palais de Cristal e successivamente semplicemente Symphony in C, presentato per la prima volta dal Balletto dell'Opéra di Parigi nel 1947.